# Anna Dymna
Anna Dymna nata Dziadyk (Legnica, 20 luglio 1951) è un'attrice polacca di teatro, cinema e televisione.

## Carriera
Anna Dymna voleva inizialmente studiare psicologia prima di decidere di sostenere l'esame di ammissione all'Accademia di arti drammatiche Ludwik Solski di Cracovia. Mentre ancora studiava, iniziò a esibirsi al Teatro Juliusz Słowacki di Cracovia. Nel 1969 interpretò il ruolo di Isia e Chochoł nelle rappresentazioni di Le nozze di Stanisław Wyspiański. Dymna fece anche il suo debutto cinematografico quando era ancora studentessa, recitando in Pięć i pół bladego Józka (1971) di Henryk Kluba ma, poiché quel film in realtà non fu mai stato proiettato sugli schermi, il suo primo ruolo cinematografico ufficiale è considerato il ruolo di Gabrysia nello stesso anno in Szerokiej drogi, kochanie diretto da Andrzej J. Piotrowski. Dymna divenne popolare tra i telespettatori grazie al suo ruolo di Klarysa nella serie TV Janosik (1973). Il ruolo successivo di Ania Pawlak nei film commedia cult polacchi Nie ma mocnych e Kochaj, albo rzuć si rivelò ancora più riuscito. È apparsa anche in numerosi film melodrammatici di Jerzy Hoffman. 
Dymna è stata impiegata presso l'Antico Teatro Nazionale Helena Modrzejewska di Cracovia subito dopo la sua laurea nel 1973 e da allora si esibisce sul suo palco. Tra iisuoi ruoli principali si possono citare Kora in Noc listopadowa, Anna in Warszawianka e Ania ne Il giardino dei ciliegi di Anton Chekhov. Successivamente ha recitato anche in La montagna incantata di Thomas Mann, Esuli di Joyce e Il maestro e Margherita di Mikhail Bulgakov . 
Dymna ha interpretato circa 250 ruoli teatrali e cinematografici. È stata apprezzata per il suo talento e il suo aspetto che "emanava freschezza, naturalezza, femminilità e fascino". Le sue fotografie decoravano le copertine delle riviste, ma la sua bellezza divenne, in un certo senso, un ostacolo per la rappresentazione di personaggi più maturi. Tale possibilità è emersa nella seconda metà degli anni '80 quando ha sperimentato il cambiamento fisico legato alla maternità. 
Nel 2002 Dymna ha avviato il Salone della poesia di Cracovia, che è diventato una lettura settimanale di poesie dei più illustri attori e poeti. Il Salon si svolge ogni domenica al Teatro Juliusz Słowacki, ma ha già eventi collegati in altre città della Polonia, ad esempio a Częstochowa, Danzica, Opole e Tarnów. Il Salone della Poesia di Cracovia ha ricevuto nel 2003 il Premio Nike per "l'attività culturale più interessante della regione". 

## Volontariato
Dymna è impegnata in beneficenza da molti anni. Nel 1999 ha iniziato la collaborazione con la Fondazione St. Brother Albert che organizza spettacoli di beneficenza con terapisti e loro pazienti. Due anni dopo ha dato vita al Festival Nazionale del Teatro e dell'Opera Musicale delle Persone Disabili “Albertiana”.
Infine, nel 2003 Dymna ha fondato la propria fondazione di beneficenza, chiamata Mimo Wszystko ("Contro le probabilità") che mira al miglioramento delle condizioni di vita dei poveri e dei disabili. Questo obiettivo deve essere raggiunto attraverso la graduale diminuzione delle barriere mentali che esistono tra i disabili e i cittadini sani della società, nonché attraverso l’eguaglianza delle opportunità per loro. 
Dymna è anche coautrice del programma televisivo Spotkajmy się ("Incontriamoci"), in cui parla con i suoi ospiti malati e disabili di "amore, accettazione, solitudine, felicità, fede e speranza". Il programma è prodotto in un'atmosfera intima e tranquilla.
Ha inoltre sostenuto azioni incentrate sull'aiuto ai rifugiati del Kosovo.

## Vita privata
Dymna è stata sposata con l'artista Wiesław Dymny dal 1971 fino alla morte di questi nel 1978. Nel ventesimo anniversario della sua morte, ha chiesto ai Big Cyc, la band preferita di suo figlio, di scrivere tre canzoni sulla base dei testi di Wiesław Dymny.
Si è risposata nel 1983 con Zbigniew Szota e hanno avuto un figlio, Michał (nato nel 1985). Divorziarono nel 1989. Più tardi si sposò per la terza volta. Il suo attuale marito, Krzysztof Orzechowski, è un attore e regista teatrale . 

## Riconoscimenti
Anna Dymna ha ricevuto molti importanti premi per i suoi successi artistici, tra cui la Maschera d'Oro (1996, 1999, 2000); lo Schermo d'Oro nel 1984; e i Leoni d'Oro nel 1994. Nel 2004 il Presidente della Repubblica di Polonia le ha conferito la Croce di Ufficiale dell'Ordine della Polonia Restituta. Nello stesso anno i bambini disabili le hanno conferito l'Ordine del Sorriso per il suo impegno in beneficenza. 
Altri premi di Anna Dymna:
- Croce d'argento al merito (1989)
- Anatra d'oro (1993)
- Premio Aleksander Zelwerowicz (1994)
- Medaglia del Fratello Albert (2000)
- Superwiktor (2004)
- Ordine Ecce Homo (2005)
- Medaglia al merito della Società polacca dei medici (2006)
- Medaglia di San Giorgio (2006)
- Medaglia della Fondazione Wielka Orkiestra Świątecznej Pomocy (2007)
- Donna dell'anno 2006 della rivista Twój Styl (2007)
- Benemerenti Diploma (2007)
- Super Lodołamacz (2007)

## Filmografia parziale
- Znachor, regia di Jerzy Hoffman (1982)
- Diabelska edukacja, regia di Janusz Majewski (1995) - cortometraggio
- Duże zwierzę, regia di Jerzy Stuhr (2000)
- Wiedźmin, regia di Marek Brodzki (2001)
- Johnny - Una nuova vita (Johnny), regia di Daniel Jaroszek (2021)
- Mister Car e i templari (Pan Samochodzik i templariusze), regia di Antoni Nykowski (2023)